# Oligonychus mcgregori
Oligonychus mcgregori är en spindeldjursart som först beskrevs av Baker och Pritchard 1953.  Oligonychus mcgregori ingår i släktet Oligonychus och familjen Tetranychidae. Inga underarter finns listade i Catalogue of Life.